# I Fiamminghi
I Fiamminghi est un orchestre de chambre belge dirigé par le Rudolf Werthen.
Le nom Fiamminghi (Traduction de Flamand en italien) fait référence à l'époque de la Renaissance.

## Histoire
L'orchestre a été fondé par Rudolf Werthen, un violoniste belge, lauréat du concours de violon  Reine Élisabeth de Belgique en 1971.
L'orchestre a enregistré, au cours de sa première décennie, avec les labels SOF, RGIP, BMG et Koch International. Il a joué avec des solistes invités comme Jean-Pierre Rampal, Barbara Hendricks, Katia et Marielle Labèque, Hermann Prey, Bruno-Leonardo Gelber, Heinz Holliger et José van Dam et a effectué des tournées internationales.
En 1992, le gouvernement flamand a nommé Werthen et I Fiamminghi « ambassadeur culturel de la Flandre ». La même année, I Fiamminghi ont ajouté des vents et des percussions pour devenir un orchestre complet.
En 1994, I Fiamminghi ont signé un contrat exclusif avec la maison de disques américaine Telarc enregistrant le répertoire du XXe siècle, notamment la musique de Alan Hovhaness, Guia Kantcheli, Pēteris Vasks, Arvo Pärt et de Astor Piazzolla, ainsi que des arrangements spéciaux de compositeurs comme  Orlando de Lassus.

## Discographie sélective
- Fratres d'Arvo Pärt, (incluant six versions différentes de l'œuvre), chez Telarc (1995)